# Municipio de Ludlow (Ohio)
El municipio de Ludlow (en inglés: Ludlow Township) es un municipio ubicado en el condado de Washington en el estado estadounidense de Ohio. En el año 2010 tenía una población de 328 habitantes y una densidad poblacional de 5,63 personas por km².

## Geografía
El municipio de Ludlow se encuentra ubicado en las coordenadas 39°32′34″N 81°12′2″O / 39.54278, -81.20056. Según la Oficina del Censo de los Estados Unidos, el municipio tiene una superficie total de 58.21 km², de la cual 57,71 km² corresponden a tierra firme y (0,86 %) 0,5 km² es agua.

## Demografía
Según el censo de 2010, había 328 personas residiendo en el municipio de Ludlow. La densidad de población era de 5,63 hab./km². De los 328 habitantes, el municipio de Ludlow estaba compuesto por el 99,7 % blancos y el 0,3 % eran de una mezcla de razas. Del total de la población el 0 % eran hispanos o latinos de cualquier raza.